# Villa Nova Atlético Clube
Villa Nova Atlético Clube är en fotbollsklubb från staden Nova Lima i delstaten Minas Gerais i Brasilien. Klubben grundades den 28 juni 1908. Villa Nova spelar sina hemmamatcher på Estádio Castor Cifuentes som tar 15 000 personer vid fullsatt. Bland klubbens titlar finns mästerskapssegrar av Campeonato Mineiro 1932 till 1935 och 1951. Klubbens färger är rött och vitt.